# Винотонус
Винотонус — божество из кельтской мифологии, о котором сохранилось очень мало сведений. 
Было найдено всего семь алтарей, посвящённых Винотонусу, все они находятся в Йоркшир-Мурс. Вполне возможно, что Винотонус, что свойственно в целом кельтской мифологии, был местным божеством Йоркшира. Его имя может означать «бог виноградников», и, возможно, ему поклонялись с древнейших времён и вплоть до V века нашей эры.
Римляне считали Винотонуса эквивалентным Сильвану и богом дикой местности. Это была обычная для римлян практика — наделять местных кельтских божеств функциями и именами популярных римских богов. Сильвана также отождествляли с кельтским богом Каллириусом, о котором, как и о Винотонусе, мало сведений. Вполне возможно, что многие местные природные божества кельтов объединялись римлянами под именем Сильвана, как и в случае с Винотонусом.